# Musarna
Musarna est un site archéologique étrusco-romain situé à environ 10 km à l'ouest de Viterbe en Italie. Le site a été découvert en 1982 et fait l'objet de fouilles réalisées par l'École française de Rome en collaboration avec la Surintendance archéologique de l'Étrurie méridionale depuis 1983.

## Localisation
Le site archéologique d'une surface de 4 hectares est situé sur un plateau de tuf à l’ouest de Viterbe surplombant la rivière Leia.

## Description
La colonie est entourée d'une tranchée et d'un mur d’enceinte fait de gros blocs de tuf. Le mur est percé de deux portes.
Douze grandes constructions forment un réseau sur les côtés de la rue principale, large de 6,70 m. Au milieu du plateau, la place rectangulaire comporte deux temples, un dédié à Hercule, ainsi qu’un autre grand édifice avec un portique. 
Un système d’égouts et d’écoulement des eaux muni de galeries et de puits délimite les édifices. Une installation thermale est construite sur les restes d’un temple en ruines.
Les nécropoles comportent des tombes à fosse et à chambre datables du IVe siècle av. J.-C. au Ier siècle, dont deux tombes appartenant aux Alethnas et de nombreux sarcophages en pierre volcanique avec les épigraphes et les fonctions des défunts. 
Les documents archéologiques sont conservés au Musée civique ainsi qu’au Musée national de la Rocca Albornoz à Viterbe.

## Histoire
En 1982, au cours de travaux agricoles, une mosaïque avec deux inscriptions noires et blanches en langue étrusque a été découverte.
La fouille du site a permis de rattacher la mosaïque au pavement du caldarium d'un édifice de bains hellénistique dont les premières constructions datables du IVe siècle av. J.-C. sont remplacées au IIIe siècle av. J.-C. par un temple, lui-même déconsacré et englobé vers la fin du IIe siècle av. J.-C. dans le complexe balnéaire abandonné sous Tibère.